# Sekyere est
Le district de Sekyere est est l’un des 21 districts de la Région d'Ashanti.